# 김윤태 (정치인)
김윤태 (金侖兌, 1965년~ , 군산시)는 고려대학교 공공정책대학 공공사회학전공 교수이다.
현재 고려대학교 공공정책대학 교수와 대학원 사회복지학과 교수로 재직 중이며 평론가와 작가로 활동한다. 고려대학교와 케임브리지대학교 대학원을 졸업하고(1993) 런던정경대학교LSE에서 사회학 박사 학위(1998)를 취득했다. 국회정책연구위원, 국회도서관장, 영국 버벡칼리지 객원연구원, 미국 컬럼비아대학교 객원연구원, 독일 베를린자유대학교 초빙교수, 중국 홍콩중문대학 객원연구원, UCLA 객원연구원을 역임했다.  
지은 책으로 《자유시장을 넘어서》, 《새로운 세대를 위한 사회학 입문》, 《한국의 재벌과 발전 국가》, 《복지국가의 변화와 빈곤 정책》(대한민국학술원 우수학술도서), 《모두를 위한 사회과학》, 《불평등이 문제다》(세종도서 선정) 등이 있다. 함께 지은 책으로 《새로운 진보의 길》, 《한국 복지국가의 전망》(대한민국학술원 우수학술도서), 《세계의 정치와 경제》, 《복지와 사상》, 《발전 국가》, 《한국의 불평등》(대한민국학술원 우수학술도서) 등이 있다. 공동 번역서로 《현대사회학이론》, 《시민권과 복지국가》, 《선물 관계》 《베버리지 보고서》등을 출간했다.

## 학력
- 제일국민학교 졸업
- 군산중학교 졸업
- 군산고등학교 졸업
- 고려대학교 문과대학 사회학 학사
- 케임브리지 대학교 대학원 발전학 졸업
- 런던 정치경제대학교(LSE) 사회학 박사

## 경력
- 영국문화원 장학생
- 고려대학교 공공정책대학 공공사회·통일외교학부 공공사회학전공 교수
- 고려대학교 아세아문제연구소 선임연구원
- 국회 국회정책연구위원
- 국회 국회도서관장
- 프리디르히 에버트 재단 장학생
- 베를린 자유 대학교 초빙교수
- 고려대학교 대학원 사회복지학과 교수[1]
- 한국사회여론연구소(KSOI) 소장
- 한국사회정책학회 국제협력위원장
- 한국사회정책학회 부회장
- 한국사회학회 이사
- 고려대학교 공공정책연구소 소장

## 역대 선거 결과
|  | 45.04% |

|  | 34.75% |

## 저서
- 제3의 길 (1999) ISBN 8981201501
- 재벌과 권력 (2000) ISBN 9788981201616
- 변화의 바람 (2001) ISBN 9788981201890
- 소프트 파워 시대 (2003) ISBN 8981202451
- 자유시장을 넘어서 (2007) ISBN 8946038152
- (공저) 사회적 경제와 사회적 기업 (2007) ISBN 9788944803031
- Bureaucrats and Entrepreneurs (2008)
- (공저) 창의성에 관한 11가지 생각 (2009) ISBN 9788976416919
- (공저) 새로운 진보의 길 (2009) ISBN 9788946051232
- 한국 재벌과 발전국가 (2012) ISBN 9788946046290
- (공저) 내 아이가 살아갈 행복한 사회 (2012) ISBN 9788996877738
- 새로운 세대를 위한 사회학 입문 (2012) ISBN 9788958624608
- (공저) 빈곤 (2013) ISBN 9788946055599
- (공저) 한국정치, 어디로 가는가 (2014) ISBN 9788946056916
- 사회적 인간의 몰락 (2015) ISBN 9788961472135
- 복지국가의 변화와 빈곤정책 (2015) ISBN 9788930316859
- (공저) 발전국가: 과거, 현재, 미래 (2017) ISBN 9788946059979
- 모두를 위한 사회과학 (2017) ISBN 9791160800081
- 불평등이 문제다 (2017) ISBN 9791160800746
- 정치사회학: 국가, 권력, 정치갈등의 사회학적 이해(2018) ISBN : 9788984118041
- 문화사회학의 이해(2019) ISBN : 9788984119529
- 앤서니 기든스(2022) ISBN : 9788997533497
- 어쩌다 대한민국은 불평등 공화국이 되었나(2023) ISBN : 9788997533497
- 토마스 험프리 마셜(2024) ISBN : 9791128866760
- 영화 속 인문학: 시네마 오디세이아(2025) ISBN : 9788997533596

## 강연
- K-MOOC 강연 보관됨 2018-12-19 - 웨이백 머신 - 미래를 여는 최고의 강좌, '모두를 위한 사회학 입문'
- 네이버 열린연단 강연 36강 빈곤, 불평등, 국가의 역할
- KBS '이슈픽 쌤과 함께' 강연, '중산층이 사라진다'
- 부산경남방송(KNN) '최강1교시' 강연 '21세기 불평등: 민주주의의 위기' https://news.knn.co.kr/tv/firstclass/vods/56/243859
- 부산경남방송(KNN) '최강1교시' 강연 '불평등을 넘어: 민주주의의 귀환'

## 저서 선정
- 2022                   <한국의 불평등>(공저), 대한민국학술원 우수학술도서
- 2019                   <사회복지의 전환>(공저), 대한민국학술원 우수학술도서
- 2018                   <불평등이 문제다> 문화부 세종도서 우수도서 선정
- 2016                   <복지국가의 변화와 빈곤정책>, 집문당, 2016년 대한민국학술원 우수학술도서 선정
- 2013                   <빈곤: 어떻게 싸울 것인가>. 한울. (김윤태, 서재욱 공저). 2014년 대한민국학술원 우수학술도서 선정.
- 2010                   김윤태 엮음, <한국 복지국가의 전망: 새로운 도전, 새로운 과제>, 한울. 2011년 대한민국학술원 우수학술도서 선정
- 2009                   황준욱, 유승호, 김윤태 엮음, <창의성에 관한 11가지 생각>, 고려대학교 출판부. 2009년 한국출판문화진흥재단 ‘올해의 청소년도서’ 선정
- 2007                   <교양인을 위한 세계사>, 책과함께. 2007년 문화관광부 우수교양도서 선정